# Högåsen
Högåsen is een plaats in de gemeente Karlskoga in het landschap Värmland en de provincie Örebro län in Zweden. De plaats heeft 57 inwoners (2005) en een oppervlakte van 23 hectare.